# Andalagi, Shiggaon
Andalagi là một làng thuộc tehsil Shiggaon, huyện Haveri, bang Karnataka, Ấn Độ.